# Lepturonota modesta
Lepturonota modesta är en skalbaggsart som först beskrevs av Xavier Montrouzier 1861.  Lepturonota modesta ingår i släktet Lepturonota och familjen långhorningar. Inga underarter finns listade i Catalogue of Life.